# Incidente ferroviario di Pioltello

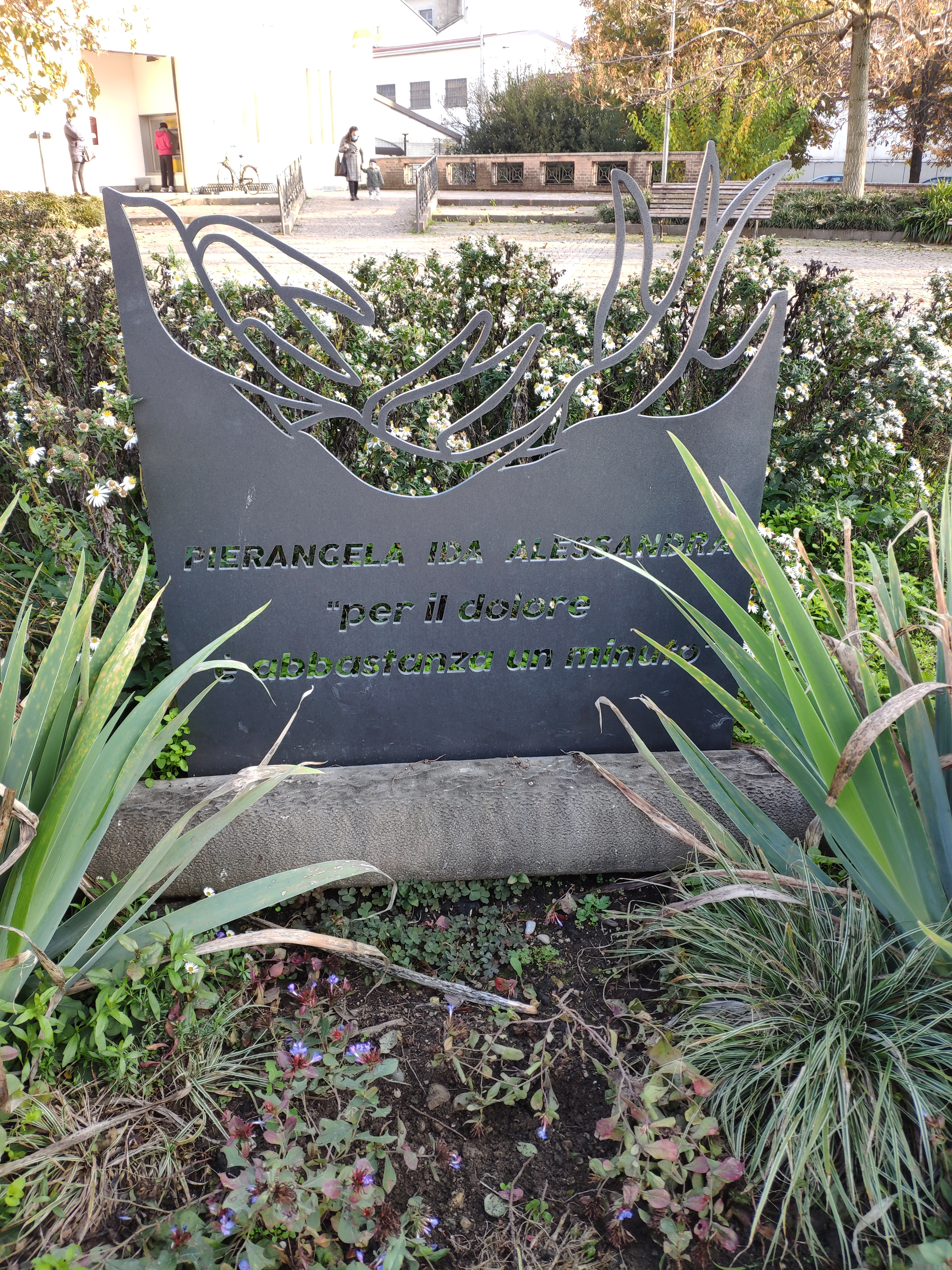
Il monumento in ricordo delle vittime installato a Caravaggio (BG)

L'incidente ferroviario di Pioltello è stato un incidente avvenuto la mattina del 25 gennaio 2018 sulla ferrovia Milano-Venezia.
Il treno regionale 10452 di Trenord, carico di pendolari, proveniente da Cremona e diretto a Milano Porta Garibaldi, deragliò poco dopo essere transitato dalla stazione di Pioltello-Limito, causando tre morti e 46 feriti.

## Descrizione
1 Luogo dell'incidente
2 Stazione di Pioltello-Limito
Nel 2018, il treno 10452 di Trenord era un collegamento regionale attivo nei soli giorni lavorativi, con partenza da Cremona alle ore 5:32 ed arrivo a Milano Porta Garibaldi alle ore 7:24, che percorreva le linee Treviglio-Cremona e Milano-Venezia, entrambe gestite da Rete Ferroviaria Italiana. Nella giornata di giovedì 25 gennaio 2018 il servizio era effettuato con un convoglio composto da una carrozza semipilota piano ribassato, 4 carrozze MDVC e la locomotiva E.464.458 (posizionata in coda, quindi in spinta), interamente colorato con la livrea sociale di Trenord.
Alle ore 6:56, poco prima di transitare per la stazione di Pioltello-Limito, tra la fermata di Treviglio e quella di Milano Lambrate, mentre il treno viaggiava ad una velocità di circa 140 chilometri orari (inferiore a quella massima consentita in tale tratto di linea), tre vagoni sono usciti dai binari a causa della rottura di un giunto ferroviario. Alle ore 6:57, dopo che il treno aveva percorso altri 2,5 km circa ed era transitato presso la stazione, il terzo vagone si è intraversato, presumibilmente dopo l'impatto tra i carrelli sviati e i deviatoi che portano allo scalo merci di Milano smistamento, ha colpito in sequenza due pali della linea aerea di contatto e si è accartocciato. Due delle altre carrozze sono sviate, mentre quella di testa e quella di coda sono rimaste intatte sui binari, insieme alla locomotiva.
Sul posto sono intervenuti numerosi soccorritori insieme a 28 ambulanze e 2 elicotteri, e sono stati organizzati convogli di autobus per il trasporto dei feriti e dei loro parenti. Nella giornata dell'incidente il luogo è stato visitato dal presidente di FNM Andrea Gibelli, dal sindaco di Milano Giuseppe Sala e dal ministro delle infrastrutture e dei trasporti Graziano Delrio.
L'incidente ha comportato la chiusura sia della linea Milano-Venezia "storica" che di quella ad alta velocità ed alta capacità, che in quel punto corrono affiancate. La linea storica è stata riaperta il giorno successivo, con numerosi treni cancellati e forti limitazioni di velocità per quelli lasciati in servizio, mentre i lavori di rimozione del convoglio incidentato e di ripristino dell'infrastruttura ferroviaria sono durati fino al 1º marzo 2018, giorno in cui è avvenuta la riapertura della linea ad alta capacità.

## Vittime
Il treno aveva effettuato fermate per servizio viaggiatori in 10 stazioni lungo il percorso da Cremona a Milano e trasportava circa 350 passeggeri, principalmente pendolari diretti a Milano. Nell’incidente sono morte tre donne che si trovavano a bordo, mentre altre 46 persone sono rimaste ferite.

## Inchiesta
Già nella mattinata dell'incidente, la procura di Milano ha aperto un fascicolo di indagine contro ignoti per disastro ferroviario colposo.
Il 29 gennaio 2018, quattro giorni dopo l'incidente, sono stati iscritti nel registro degli indagati come "atto dovuto" i vertici di Trenord e RFI (Rete Ferroviaria Italiana) ed è stata ordinata l'autopsia sui corpi delle tre donne morte nell'incidente.
Le accuse nei confronti di Trenord sono presto venute a cadere, con l'archiviazione di tutti i procedimenti in corso nei confronti dei manager dell'azienda, mentre la prima sentenza di condanna per un dipendente RFI è arrivata nel febbraio 2022.
A Febbraio 2025 si ha una sola condanna e 8 assoluzioni.